# 小坂深和
小坂 深和（こさか みわ、1978年6月10日 - ）は、山形テレビ (YTS) の元アナウンサー。

## 来歴
秋田県大館市出身。東洋大学文学部卒業。
大学を卒業後、2002年に山形テレビに入社。報道制作局報道部に配属され、同局のアナウンサーになる。
2008年、第7回ANNアナウンサー賞の「原稿のあるもの」部門で優秀賞を受賞。
2023年4月付で、アナウンサーから同局編成業務部長へ昇進。

## 担当番組
- スーパーJチャンネルYTSゴジダス - 「Do〜んな 天気」担当、リポーター、ニュース担当キャスター、「ゴジスポ」ディレクター[3]、メインキャスター
- 八波一起のTVイーハトーブ（東北地区ANN加盟7局製作番組） - 山形担当リポーター
- クボタ民謡お国めぐり（秋田テレビ） - 山形担当アシスタント
- YTSニュース - 不定期出演
- 土曜ほっとリポート - 不定期出演
- 日本米にほれ込んだ男（2013年1月26日） - ナレーター[5]